# Torremocha del Campo
Torremocha del Campo es un municipio español de la provincia de Guadalajara, en la comunidad autónoma de Castilla-La Mancha. El término municipal, que incluye las localidades de Torremocha, La Torresaviñán, La Fuensaviñán, Laranueva, Renales, Torrecuadrada de los Valles y Navalpotro, tiene una población de 184 habitantes (INE 2024).

## Geografía
La localidad está situada a unos 1086 m sobre el nivel del mar y forma parte de la comarca de la Serranía de Guadalajara, en las estribaciones de la Alcarria. El término está atravesado por la autovía del Nordeste y el ferrocarril Madrid-Barcelona. Al sur del término municipal discurre el río Tajuña, que forma el embalse de la Tájera. 
El término municipal, que abarca una superficie de 141,25 km², incluye varios núcleos de población: Torremocha, La Torresaviñán, La Fuensaviñán, Laranueva, Renales, Torrecuadrada de los Valles y Navalpotro.
| Noroeste: Sigüenza   | Norte: Saúca                     | Noreste: Alcolea del Pinar |
| Oeste: Algora        |                                  | Este: Alcolea del Pinar    |
| Suroeste: El Sotillo | Sur: Torrecuadradilla, Cifuentes | Sureste: Abánades          |

## Historia
A mediados del siglo XIX, el lugar contaba con una población censada de 192 habitantes. La localidad aparece descrita en el decimoquinto volumen del Diccionario geográfico-estadístico-histórico de España y sus posesiones de Ultramar de Pascual Madoz de la siguiente manera:

TORREMOCHA DEL CAMPO: v. con ayunt. en la prov. de Guadalajara (11 leg.), part. jud. y dióc. de Sigüenza (2), aud. terr. de Madrid (21), c. g. de Castilla la Nueva: sit. en una vega con libre ventilacion y clima sano: tiene 63 casas; la consistorial que sirve de cárcel; escuela de instruccion primaria, frecuentada por 14 alumnos de ambos sexos, dotada con 30 fan. de trigo; una fuente de buen agua; una igl. parr. (San Miguel Arcángel) servida por un cura y un sacristan. térm.: confina con ios de Pelegrina, Torre-Sabiñan, Navalpotro y Algora; dentro de él se encuentran 2 ermitas (la Soledad y Sta. Ana): el terreno fertilizado por un arroyo que viene de Torre-Sabiñan, y cuyo paso facilita un puente, es de buena calidad; comprende un monte poblado de encina y marojo. caminos: los locales y la carretera de Madrid á Zaragoza. correo: se recibe y despacha en Sigüenza. prod.: trigo, cebada, avena, lentejas, guisantes, yeros, leñas de combustible y buenos pastos, con los que se mantiene ganado lanar y vacuno; hay caza de perdices y liebres. ind.: la agrícola y recriacion de ganados. pobl.: 40 vec., 192 alm. cap. prod.: 2.150,000 rs. imp.: 107,500. contr.: 6,500.
(Madoz, 1849, p. 94)

El término municipal de Torremocha del Campo incorporó en 1970 a los municipios de Navalpotro, Torresaviñán, Laranueva, La Fuensaviñán, Renales y Torrecuadrada de los Valles. En su término municipal murió en 1995 en un accidente de tráfico el exvicepresidente del Gobierno Manuel Gutiérrez Mellado.

## Demografía
Torremocha del Campo cuenta con una población de 184 habitantes (INE 2024).
| Gráfica de evolución demográfica de Torremocha del Campo entre 1842 y 2021 |
| |
| Población de derecho según los censos de población del INE Población de hecho según los censos de población del INEEntre el censo de 1970 y el anterior, crece el término del municipio porque incorpora a La Fuensaviñán, Laranueva, Navalpotro, Renales, Torrecuadrada de los Valles y La Torresaviñan |

| 375           | 343 | 295 | 261 | 232 | 200 |
| (Fuente: INE) |     |     |     |     |     |